# Храм Троицы в Борисове
Храм Живонача́льной Тро́ицы в Бори́сове — православный храм в районе Орехово-Борисово Северное города Москвы, в бывшем селе Борисове. Приход относится к Даниловскому благочинию Московской епархии Русской православной церкви.

## История
Возникновение села Борисово связано с именем царя Бориса Годунова. В конце XVI века Годунов устроил на речке Городёнке (Городне), которая протекала через дворцовую вотчину, развитый в каскад прудов. На берегу восточного пруда возникло поселение Борисово – хозяйственный приселок дворцового села Коломенского. Пруд сохранил древнее название «Борисовский» или «Цареборисовский». В составе дворцовых земель Борисово находилось до 1917 г.
Как село, имеющее церковь, по сведениям исследователей братьев Холмогоровых, Борисово впервые упоминается в приходных окладных книгах патриаршего приказа за 1628 г. Это означает, что раньше здесь не было церковного места. Первый деревянный храм  был освящен в честь святителя Николая. В дозорных книгах патриаршего казённого приказа 1680 г. так же значится церковь Николая Чудотворца в селе Борисове.
Затем была построена новая, белокаменная церковь, освященная в честь Святой Живоначальной Троицы. Точная дата её построения не известна. Исследователи обнаружили документ от 1710 г., где храм фигурирует, уже как построенный. Это была одноглавая церковь с четырёхскатной кровлей, поднятой так высоко, что заслужила название «шатровой». Церковь имела полукруглый алтарь, а декорация фасадов была крайне скупа..

### В XVIII - начале XIX вв.
С 1710 по 1722 гг. в храме служили священник Никита Афанасьев, дьячок Дмитрий, его сын.
О жизни села и храма в продолжении XVIII – начала XIX вв. сведений не сохранилось.
Согласно документу 1826-1829 гг., священник борисовской церкви Иван Андреев обратился к архиепископу Московскому и Коломенскому Филарету с  просьбой разрешить заменить прогнившую крышу и заделать трещины в стенах и своде алтаря . Состояние храма не позволяло в нём совершать службы, поэтому прихожанам и притчу был выделен северный придел, в честь Покрова Пресвятой Богородицы, в Рождественском храме села Беседы для богослужений.  
В процессе ремонта храм был разобран до основания и возведен вновь. Обновили иконостас и иконы. 11 мая 1829 года Троицкий храм был заново освящен.
В 1913 году священник церкви Василий Иванович Богоявленский направляет Епископу Серпуховскому Московскому Анастасию прошение, в котором вместе с братьями своей жены просит о захоронении своего тестя, предыдущего священника храма:
1913 года Іюня 3го дня волю Божію скончался нашъ родитель заштатный священникъ Троицкой церкви Села Борисова , Московского уезда Николай Александровичъ Смирновъ, прослуживавший при оной церкви 38 лѣтъ, а всего священствовалъ 55 лѣтъ. Поступивъ священникомъ въ село Борисовъ онъ вынужденъ былъ за вѣтхостью храма прежняго выстроить новый храмъ, что съ большимъ трудомъ ему и удалось. Въ оставленномъ имъ духовномъ завѣщании онъ проситъ полоронить его подъ Церковію въ склёпѣ, заранѣе устроенномъ въ задней части храма въ юго-западномъ углу. Вмѣстѣ съ тѣмъ онъ въ томъ же духовномъ завѣщание проситъ перенести въ вышлозначенный склеп и прахъ его жены, умершие 4 года тому назадъ и похороненный близъ той - же церкви. Посему всепокорнѣйше просимъ Ваше Преосвященство разрѣшить исполнить волю умершаго нашего родителя.
Прошение было удовлетворено.
Каменная церковь построена в конце XVIII века; в начале XX века — фактически выстроена заново.
До революции 1917 года на колокольне храма размещался один из самых больших колоколов Москвы весом 300 пудов.

### Священники
- Никита Афанасьев - с 1710 по 1722
- Иван Андреев - 1820-е
- Николай Александрович Смирнов (ок. 1833-1913)[6]
- Василий Иванович Богоявленский, зять предыдущего

### Храм Троицы в Борисове с XX века по настоящее время
После революции 1917 года храм был закрыт; возвращён верующим в 1990 году, освящён вновь 14 сентября 1991 года.

Сейчас храм находится недалеко от границы московских районов Зябликово и Орехово-Борисово Северное.
Духовенство:
- Настоятель храма — протоиерей Михаил Рязанцев
- Иерей Александр Горват
- Иерей Валерий Ершов [7]
- Диакон Павел Драчков [8]